# Караи (Черепашки-ниндзя)
Караи (англ. Karai) — персонаж франшизы «Черепашки-ниндзя». Известна как приёмная дочь Шреддера и высокопоставленный член клана Фут. Караи имеет непростые отношения с Черепашками-ниндзя, в частности с Леонардо, поскольку разделяет их принципы и мировоззрение, однако не может отказаться от наследия своего отца.
Караи была создана сценаристами Кевином Истменом и Питером Лэрдом, а также художником Джимом Лоусоном, дебютировав в Teenage Mutant Ninja Turtles #53 (ноябрь 1992). С момента её первого появления в комиксах героиня появилась в других медиа, таких как мультсериалы, фильмы и видеоигры.

## Биография

### Mirage и Image
Караи дебютировала в сюжетной арке «Война в городе» в качестве лидера японского филиала клана Фут. С тех пор, как Леонардо убил Шреддера, фракция Фут в Нью-Йорке погрузилась в хаос, поскольку различные члены клана воевали друг с другом за лидерство, за исключением Элиты Шреддера, которая совершала, казалось бы, немотивированные атаки на другие фракции. Вскоре после прибытия в Нью-Йорк Караи обезвредила Леонардо и предложила Черепашкам-ниндзя сделку: если Черепахи уничтожат Элиту, она заключит с ними перемирие от лица клана Фут. По результатам обсуждения братья в конечном итоге решили принять предложение Караи. Добравшись до штаб-квартиры Караи, они обнаружили её мёртвых приспешников, в то время как сама Караи оплакивала труп девушки, оказавшейся её убитой дочерью. В отчаянии, Караи вынудила Леонардо поклясться убить всех членов Элиты. Во время решающего сражения пятеро Элитных воинов столкнулись с черепахами, Караи и её воинами. Замаскированная Караи, одетая в доспехи Шреддера, приказала Элите совершить сэппуку, однако лишь один последовал её воле. В результате последовавшей битвы в живых остались лишь Караи и Черепашки. Караи поблагодарила братьев за помощь, однако не смогла предоставить им иных гарантий за исключением слова, что клан Фут больше никогда не побеспокоит их, после чего девушка вернулась в Японию.
В серии Teenage Mutant Ninja Turtles от Image Comics так и не состоялось полноценного появления Караи, несмотря на то, что у Лэрда была идея вернуть героиню, оснащённую «различным снаряжением ниндзя», в то время как «у каждого члена клана Фут должен был появляться третий глаз («Глаз Караи»), являвшийся видеоприемопередатчиком, который передавал данные на компьютер Караи». Тем не менее в дальнейшем выяснилось, что она была свергнута с поста лидера клана Фут в Японии и, по всей видимости, убита. Если бы серия продолжилась, Караи должна была оказаться таинственной Леди Шреддер, представленной в последних выпусках Image в качестве третьей стороны, борющейся за лидерство в клане Фут.
После возрождения серии в рамках Mirage Studios Питера Лэрда и Джима Лоусона (без участия Истмена) Караи поселилась Нью-Йорке, обзаведясь высокотехнологичной бронёй. Она попросила Леонардо помочь ей захватить живым одного из таинственных воинов, которые доставляли много неприятностей для членов клана Фут. Распознав ложь в некоторых объяснениях девушки, несмотря на то, что та была хорошим лжецом, Леонардо пришел к выводу, что она находилась под чьим-то контролем. Несколько недель спустя Караи посетила местный ночной клуб, где встретила Кейси Джонса, тосковавшего по своей жене Эйприл О’Нил, которая покинула город, чтобы обрести мир в душе. Караи привела Джонса в свою частную квартиру, в которой тот проснулся обнажённым на следующий день, ничего не помня о прошлой ночи. Позже он обнаружил, что Караи было что-то известно, однако она не решилась открыться ему. Лэрд отметил: «Происходящее с Майком, а также с Караи и Кейси, будет иметь значительные последствия. И я не могу сказать ничего больше. Возможно, в какой-то момент мы узнаем больше о происхождении Караи и её дочери. Я точно не знаю, сколько лет Караи, но, возможно, её дочь была приёмной. В целом, я считаю, что промежуток времени между 2 и 4 томами составляет около 15 лет».
Также Караи появилась по крайней мере в трёх сольных историях в неканоничной серии Tales of the Teenage Mutant Ninja Turtles, включая истории о её молодости и возможном будущем, а также в адаптации комиксов анимационного фильма 2007 года. Согласно Complex: «с момента своего первого появления в комиксах Караи стала чрезвычайно популярным персонажем, иногда высыпающим на стороне злодеев, а иногда являясь союзником для нашей внушающей страх четвёрки».

### IDW Publishing
Совершенно другая и гораздо более молодая версия Караи появляется в перезапуске Teenage Mutant Ninja Turtles от Кевина Истмена, Тома Вальца и Дэна Дункана. Дункан опубликовал эскиз дизайна персонажа на своем аккаунте deviantART, отметив, что он предпочитает «называть её девушкой Шреддера». В комиксах от IDW Publishing Караи дебютировала в 10 выпуске серии, опубликованном в мае 2012 года. В 2014 году Вальц сказал, что Караи - одна из его любимых героев: «Такой крутой персонаж - жёсткий, умный, загадочный... ты просто никогда не знаешь, что она будет делать дальше». 
Ороку Караи была представлена как потомок Ороку Саки (Шредера), который умер примерно за 300 лет до начала основных событий в феодальной Японии. Её предыстория была раскрыта в минисерии Villain #5: будучи маленькой девочкой, Караи нашла в библиотеке своего отца Ороку Ёри книгу под названием «Аси но Химицу», подробно описывающую тайную историю клана Фут. В ходе прочтения она узнала об истории своих предков в клане Фут и использовала подробные инструкции по боевым искусствам, чтобы обучиться уникальному стилю ниндзюцу клана. Однажды ночью у неё появилось видение, в котором Ороку Саки велел ей восстановить былое величие клана Фут. Убив своего отца, Караи преобразовала Фут из бизнес-предприятия в клан воинов ниндзя, обучая и вербуя новых приспешников. Караи помогла Ороку Саки воскреснуть и служила Тюнином под его началом (заместителем в команде), пока Саки не промыл мозги Леонардо, который присоединился к клану и занял место Караи. Одержимая ревностью, Караи продолжила вербовать новых членов клана и санкционировала создание Бобопа и Рокстеди, стремясь вернуть расположение своего предка. После того, как Черепашкам удалось вернуть Леонардо домой, Шреддер похвалил Караи за её преданность и восстановил в звании Тюнина. Некоторое время спустя, Шреддер поручил Караи добыть больше ресурсов Крэнга для создания Кои и Блуджона: ястреба-мутанта и акулы-молота.
После того, как Сплинтер убил Шреддера в 50 выпуске, Караи предложила ему свой меч и роль Йонина (лидера) Фут. Он принял её предложение и дал девушке разрешение на поездку в Японию с отобранными ею воинами для изучения истории, чтобы восстановить честное имя клана. Она ввязалась в войну между двумя кланами якудза и сподвигла одного из их лидеров к поиску Кира-но Кен, древнего меча, обладающего мистическими способностями. Став жертвой предательства, Караи в конечном итоге захватила весь токийский преступный мир. Под влиянием меча она начала жестокую войну со Сплинтером и оригинальным кланом Фут, нанеся критический удар лейтенанту Сплинтера Дженнике, когда та отказалась перейти на другую сторону.

## Телевидение

### Мультсериал 2003 года
В мультсериале 2003 года Караи озвучила Карен Нил. Она осиротела, когда была ещё ребёнком и начала жить на улицах Токио. В какой-то момент Ороку Саки посетил Японию и обнаружил девочку, после чего решил удочерить её и взять в свой дом. Саки, также известный как Шреддер, начал тренировать Караи, чтобы подготовить из неё верную соратницу и наследницу его дела. Шреддер доверял своей приёмной дочери настолько, что раскрыл свою истинную сущность в лице инопланетного существа из расы Утромов по имени Ч’Релл. В то время как сам Саки управлял кланом Фут в Нью-Йорке, Караи возглавляла японский филиал в Токио. 
Годы спустя, когда до неё дошли известия о смерти Шреддера от рук Черепашек-ниндзя, она отправилась в Нью-Йорк, стремясь положить конец вспыхнувшей в городе войне банд. Выследив Черепах, Караи предложила им сделку: четверо братьев помогут ей заручиться поддержкой Элиты клана Фут, а она, в свою очередь, поклянётся от лица клана оставить их в покое и не мстить за смерть Шреддера. Став новым лидером Футов, Караи тайно воскресила своего приёмного отца. Тот вознамерился отомстить Черепахам за своё последнее поражение, несмотря на то, что Караи дала им слово чести. В дальнейшем Караи неоднократно находилась на распутье между верностью своему отцу и союзом с Черепашками-ниндзя, срывающими планы Шреддера. В конечном итоге, после саботажа эвакуации Саки на космического корабле, тот предстал перед судом Утромов за свои многочисленные преступления и был сослан на ледяной астероид в наказание. Караи поклялась отомстить Черепашкам и их учителю Сплинтеру за судьбу Ч’Релла и приняла его наследие, став новым Шреддером. Вместе со своими слугами она разрушила убежище Черепах и, казалось бы, убила Рафаэля, Донателло, Микеланджело и Сплинтера, однако те как выяснилось позже пережили её нападение. Затем она была побеждена в бою Леонардо, который велел ей держаться подальше от его семьи. Некоторое время спустя, Черепахи вновь атаковали штаб-квартиру клана Фут в поисках Сердца Тэнгу, артефакта, позволявшего контролировать Ниндзя-мистиков. Уничтожение амулета в свою очередь привело к воскрешению истинного Шреддера, известно как Тэнгу-Шреддер, который нацелился на мировое господство, но в первую очередь решил устранить самозванца в лице Караи. Девушка была спасена Черепахами и, объединив усилия с ними, а также их союзниками и врагами, помогла одолеть Тэнгу-Шреддера. Отказавшись от своей мести, она удалилась от дел управления кланом Фут и, по всей видимости, начала мирную жизнь с Доктором Чаплином. В заключительном эпизоде мультсериала Караи и Чаплин посетили свадьбу Эйприл О’Нил и Кейси Джонса, участвуя в сражении с Кибер-Шреддером.
В анимационном фильме «Черепашки навсегда» 2009 года Караи, узнав, что её отец был телепортирован с ледяного астероида, выследила его текущее местоположение на Технодроме, которым управляли Шреддер и Крэнг из мультсериала 1987 года. Вернувшись в свой экзокостюм, Ч’Релл захватил власть на Технодроме и вознамерился уничтожить всех возможных Черепашек-ниндзя по всей мультивселенной. Караи, осознав чудовищные намерения своего отца, объединила усилия с Черепашками-ниндзя, их врагами и союзниками из мультсериалов 1987 и 2003 годов, в результате чего Ч’Релл был остановлен. Тем не менее, Караи выразила твёрдую уверенность в его возвращении. 

### Мультсериал 2012 года
Келли Ху озвучила Караи в мультсериале 2012 года. Здесь она является дочерью Хамато Ёси и Тэн Шэн, чьё настоящее имя Хамато Мива. После смерти матери и мнимой смерти отца, она была удочерена Шреддером, который воспитал её как собственную дочь и дал имя Караи.

## Кино

### Классическая квадрология

Караи в анимационном фильме «Черепашки-ниндзя» 2007 года.

Караи появляется в полнометражном мультфильме 2007 года, где её озвучила Чжан Цзыи. По сюжету она является новым лидером клана Фут, нанятого миллиардером Максом Винтерсом, чтобы помочь ему и его каменным генералам выследить тринадцать древних бессмертных монстров. Во время захвата одного из монстров, она сражается с Леонардо и отвергает его предложение о помощи. Во время финальной битвы Караи также противостоит Эйприл О’Нил. В дальнейшем клан Фут и Черепашки-ниндзя узнают, что Винтерс, на самом деле являющийся бессмертным воином по имени Юатль, хотел вернуть монстров в их мир, чтобы лишить себя бессмертия. Тем не менее, каменные генералы восстают против Винтерса, намереваясь жить вечно и давить Землёй. Караи отклоняет их предложение о сотрудничестве, сославшись на честь клана. Вместе с Эйприл и Кейси Джонсом она ловит последнего тринадцатого монстра, и, прежде чем уйти, заявляет о неизбежной встрече Черепашек с призраком из прошлого.

### Дилогия-перезапуск
- В фильме «Черепашки-ниндзя» 2014 года Караи сыграла Мина Нодзи[47]. Караи представлена как помощница Шреддера, возглавляющая многие полевые миссии клана Фут. По мере развития сюжета она неоднократно сопровождает Шреддера и его правую руку Эрика Сакса. Во время автомобильной погони за Черепашками-ниндзя, Караи врезается на своём джипе в дерево, в результате уловки Рафаэля.
- Бриттани Исибаси заменила Нодзи в роли Караи в фильме «Черепашки-ниндзя 2» 2016 года[48]. Караи продолжает сопровождать Шреддера, выступая в качестве его телохранителя. В конце фильма она сражается с Эйприл О’Нил, которая в конечном итоге побеждает её.

## Видеоигры
- Караи является финальным боссом в версиях для Sega Genesis[49] и Super Nintendo Entertainment System[50] игры Teenage Mutant Ninja Turtles: Tournament Fighters 1993 года[51].
- Караи выступает одним из боссов игры Teenage Mutant Ninja Turtles 2: Battle Nexus 2004 года, где её, как и в мультсериале 2003 года озвучила Карен Нил. Также она является одним из разблокируем игровых персонажей, выступая в качестве альтернативы Микеланджело.
- Нил повторила роль Караи в Teenage Mutant Ninja Turtles 3: Mutant Nightmare 2005 года.
- Несмотря на то, что в большинстве версий игры TMNT 2007 года можно услышать лишь голос Караи[44], в версии для GBA она предстаёт полноценным боссом.
- Караи является одним из игровых персонажей Teenage Mutant Ninja Turtles: Smash-Up 2009 года. Несмотря на то, что здесь она имеет дизайн версии мультфильма 2007 года, её вновь озвучила Карен Нил из мультсериала 2003 года[44].
- Караи выступает одним из боссов игры Teenage Mutant Ninja Turtles: Arcade Attack 2009 года.
- Рене Файя озвучила Караи в Teenage Mutant Ninja Turtles: Out of the Shadows 2013 года[44].
- Келли Ху, озвучившая Караи в мультсериале 2012 года, вернулась к роли своей героини в Teenage Mutant Ninja Turtles 2013 года[44].
- Ху вновь озвучила Караи в игре Teenage Mutant Ninja Turtles: Danger of the Ooze 2014 года[44].
- Тамми Нисимура озвучила Караи в игре Teenage Mutant Ninja Turtles: Mutants in Manhattan 2016 года[44].

## Комментарии
1. ↑  Имя героини основано на японском прилагательном karai (∠い)[1], которое обычно переводится как «острый» (для описания продуктов), но также имеет менее распространенные значения, такие как «тяжёлый» или «жёсткий». Кроме того, её имя созвучно с kurai[2], означающие «тёмный», и kerai (家来)[3], которым обозначают слуг при лорде или клане. В японских локализациях имя Караи написано через катакана — karai (カライ), что неоднозначно для любых связей с реальной японской лексикой. Произношение её имени было изменено на Karrai в Бразилии во избежание путаницы с местным произношением слова caralho (пенис), также используемого в качестве сленгового выражения
2. ↑  В 2014 году Истмен назвала Шреддера «её отцом»[13], однако в самом комиксе между ними не было родственной связи. Также Истмен отметил, что работа Кита Дэвида над «опасной / сексуальной» Караи в арке напомнила ему творчество Майкла Дуни над женскими персонажами в серии[14]